# نظرية بريانكون

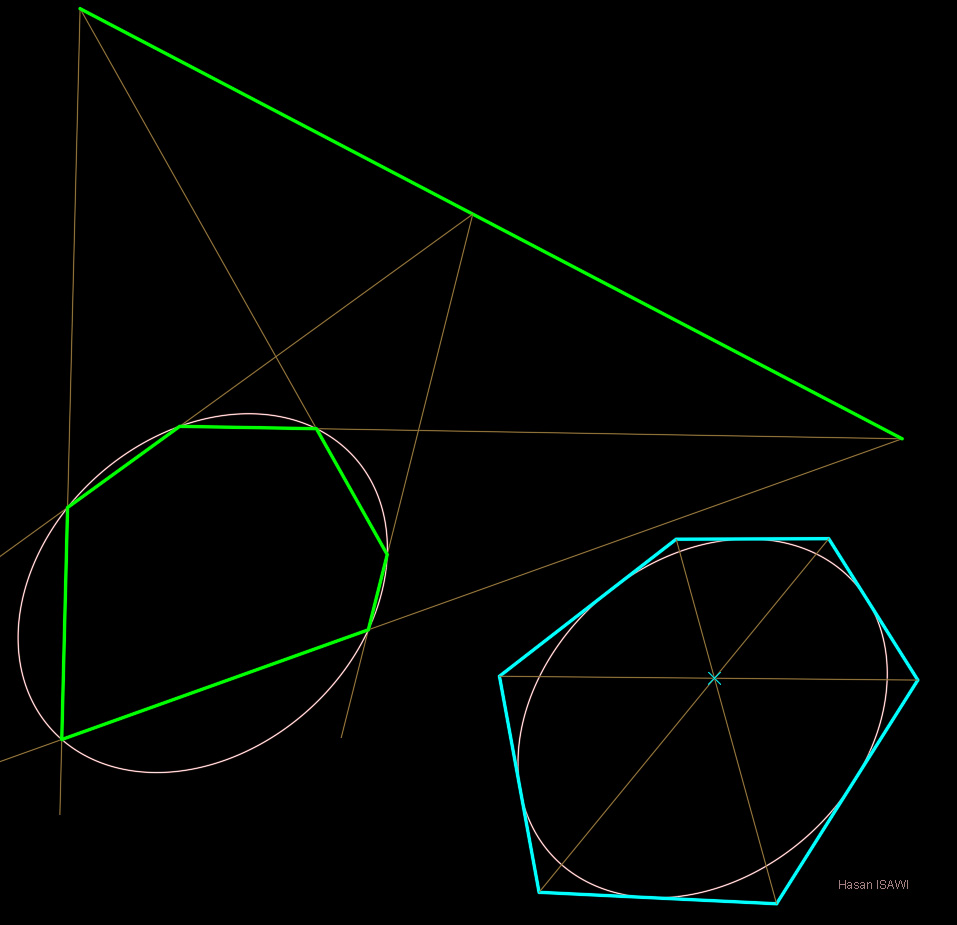
نقطة بريانكون أو بريانشون (الرسمة اليمنى) وخط باسكال (الرسمة اليسرى)

تنص نظرية بريانكون أو بريانشون على ما يلي:
إذا كان مُضلّع سداسي مُحيطًا بقُطع مخروطي (مثل دائرة أو قطع ناقص)، فإن المستقيمات الواصلة بين أزواج الرؤوس المتقابلة (الأقطاب الرئيسية) تتلاقى في نقطة واحدة.
تعتبر نظرية باسكال (الرسمة اليسرى) النظير الازدواجي لنظرية بريانكون (الرسمة اليمنى)، والتي تنص على ما يلي:
إذا كان مُضلّع سداسي محاط بمخروطية (مثل دائرة أو قطع ناقص)، فإن نقاط تقاطع امتدادات الأضلاع المتقابلة تقع على خط مستقيم واحد (يُسمى 'خط باسكال').

## التفسير الاسقاطي لخط باسكال ونقطة بريانكون
يمكن تفسير الخط الناتج عن تقاطع امتدادات الأضلاع المتقابلة لسداسي محاط بمخروطية على انه الصورة الإسقاطية للخط اللانهائي للمستوى. وبالتالي فإن نقاط تقاطع الأضلاع المتقابلة للسداسي تمثل الصور الإسقاطية للنقاط اللانهائية للخطوط المتوازية. أي أن الخطوط المتوازية في الفضاء الإقليدي (التي تلتقي عند اللانهاية) تصبح خطوطًا تلتقي في نقطة نهائية في المستوى الإسقاطي.
وبناء عليه فإن نقطة تقاطع الأقطاب الرئيسية لسداسي محيط بمخروطية على أنها الصورة الإسقاطية لمركز الدائرة في الحالة الإقليدية المثالية. 